# Kroatiska köket
Kroatiska köket är den matkultur och de mattraditioner som finns i Kroatien och omfattar en rad kroatiska rätter och traditioner runt mat och dryck. Det kroatiska köket är heterogent och varje region har egna kulinariska traditioner. Kroatien är på grund av detta känt som regionernas kök. De regionala skillnaderna i urvalet av livsmedel och matlagningsmetoder är mest noterbara mellan inlandet och den Adriatiska kusten. Flera av de lokala varianterna går dock att finna i hela landet. Det traditionella kroatiska kökets huvudsakliga influenser kommer från Österrike, Ungern, Italien och sydöstra Europa.  

## Regionala kök

### Inlandsköket
Inlandsköket, som omfattar centrala Kroatien och Slavonien, kännetecknas av de tidigare slaviska och de mer nutida kontakterna mellan idag kända gastronomiska områden såsom det österrikiska och ungerska köket och till viss del det turkiska köket. I den kontinentala delen (centrala Kroatien och Slavonien) av Kroatien finns ett stort urval av kötträtter och särskilda specialiteter är kalkon med mlinci (kroatisk pasta), lamm och spädgris. 

### Kustlandsköket
Matkulturen i Istrien, Kvarner och Dalmatien vid den Adriatiska kusten har sina rötter i de romerska, illyriska och grekiska köken. Den är starkt influerad av medelhavsköket och i synnerhet det italienska köket. I Istrien och Dalmatien består huvudrätten övervägande av fisk- och skaldjursrätter. Bland kötträtterna förekommer ofta pašticada (tunna marinerade skivor av kött) eller kokt lamm.

## Maträtter
Nedan är en lista över populära kroatiska maträtter kategoriserade efter region (men många maträtter är vanliga i flera regioner där kroater bor). 

### Dalmatien och Istrien
Peka ispod sača, traditionell dalmatinsk maträtt som tillagas i vedugn. 

### Centrala Kroatien och Slavonien
Sataraš, paprikagryta med ursprung i Ungern.

### Hercegovina och Bosnien
Kroater ifrån Hercegovina och Bosnien har en matkultur som liknar den hos bosnienserber och bosnienmuslimer. Efter perioden av ottomanskt styre så är maten väldigt influerad av det turkiska köket och andra orientaliska rätter. 
- Ćevapi, järpliknande kötträtt som serveras med lepinja-bröd och ajvar.
- Sarma, kåldolmeliknande maträtt.

## Desserter och sötsaker
Till de mer populära desserterna i Kroatien hör palačinke, fritule, štrudel/savijača, krafne/pokladnice och kremšnite.

## Drycker

### Vin
Vinproduktionen i Kroatien har gamla anor och vin produceras i hela landet. Med en årlig produktionsvolym om 180 000 ton år 2005 rankades landet som den 21:e största vinproducenten i världen. Det produceras uppemot 700 viner i landet men det är bara en bråkdel av vinerna som exporteras till utlandet. Framförallt produceras vita viner och en mindre mängd röda viner. Till de främsta dessertvinerna hör Malvazija och Prošek. Till de mer populära vita vinerna hör Rajnski rizling och Zlahtina medan Plavac och Postup hör till de mer populära inhemska röda vinerna.

### Öl
Kroatien har en lång ölbryggartradition. Landets två främsta bryggerier, Zagrebs ölbryggeri (Zagrebačka pivovara) och Karlovacs ölbryggeri (Karlovačka pivovara), bär båda sina anor från 1800-talet. Dessa två bryggerier producerar landets populäraste ölsorter, Ožujsko och Karlovačko. Andra kroatiska ölmärken är Pan, Favorit, Osječko, Staročeško, Riječko, Tomislav och Velebitsko.

### Likörer och starksprit
Till de mer framträdande inhemska likörerna räknas Maraschino och Pelinkovac. Rakija eller žganica är ett samlingsnamn för ett antal brandyliknande sorter av starksprit som kommer i olika former och är uppkallade efter deras huvudingrediens; Lozovača/Loza (druvor), Travarica (druvor och örter), Sljivovica (plommon), Kruškovac (päron), Drenovac (körsbär) etc.     
Till de mer populära spritsorterna hör Sljivovica, Orahovača, Višnjevac och Travarica.     
Rakija som betraktas som en nationaldryck i Kroatien likväl som i andra före detta jugoslaviska delrepubliker (Serbien, Bosnien-Hercegovina) framställs ofta i hemmet och vissa drycker så som visnjevac kräver inte mer än en glasburk och sol för att framställas. I kroatisk kultur ses rakija som stärkande och det påstås att de allra flesta sjukdomar och sår kan läkas med dryckens hjälp. Dryckens alkoholhalt kan variera mellan 20%-60% beroende på hur den framställs och av vilken frukt, de flesta fabriksproducerade sorter brukar däremot ligga mellan 25%-45% i alkoholhalt.

### Alkoholfria drycker
Till de största inhemska mineralvattenproducenterna hör Jamnica och Jana. Övriga är Bistra, Cetina och Lipički studenac.